# Sant Antoni de Portmany
Sant Antoni de Portmany, nom catalan officiel (San Antonio Abad en castillan), est une commune d'Espagne de l'île d'Ibiza dans la communauté autonome des Îles Baléares. La ville se situe au fond d'une baie naturelle sur la côte ouest de l'île d'Ibiza, à l'opposé de la ville d'Ibiza.

## Géographie

Localisation de l'île d'Ibiza dans les Îles Baléares.
Localisation de Sant Antoni de Portmany dans l'île d'Ibiza.

Au large de cette baie se trouve un chapelet d'îles inhabitées dont la plus grande est celle de Sa Conillera. Tout près de Sa Conillera se trouve l'île des Bosc et, entre les deux, la passe dite « d'Hannibal ». Cette dernière tient son nom de l'époque des guerres puniques (environ 300 ans av. J.-C.) où plusieurs navires de la flotte d'Hannibal se sont échoués à cet endroit. En fonction des courants et des mouvements de la mer, il arrive encore fréquemment que l'on découvre des restes d'amphores, contenues alors dans les soutes des navires coulés.
Sant Antoni de Portmany est enserrée dans une baie presque totalement fermée, entourée de collines boisées. De nombreux bars, dont le fameux Café del Mar, hôtels et discothèques en font un lieu de villégiature recherché.
Cependant depuis la dernière décennie, l'afflux de hooligans anglais lui a valu le surnom de Birmingham-sur-Mer. Les autorités espagnoles ont fait un effort pour éradiquer la violence inhérente aux problèmes d'alcool et de drogue.

## Tourisme

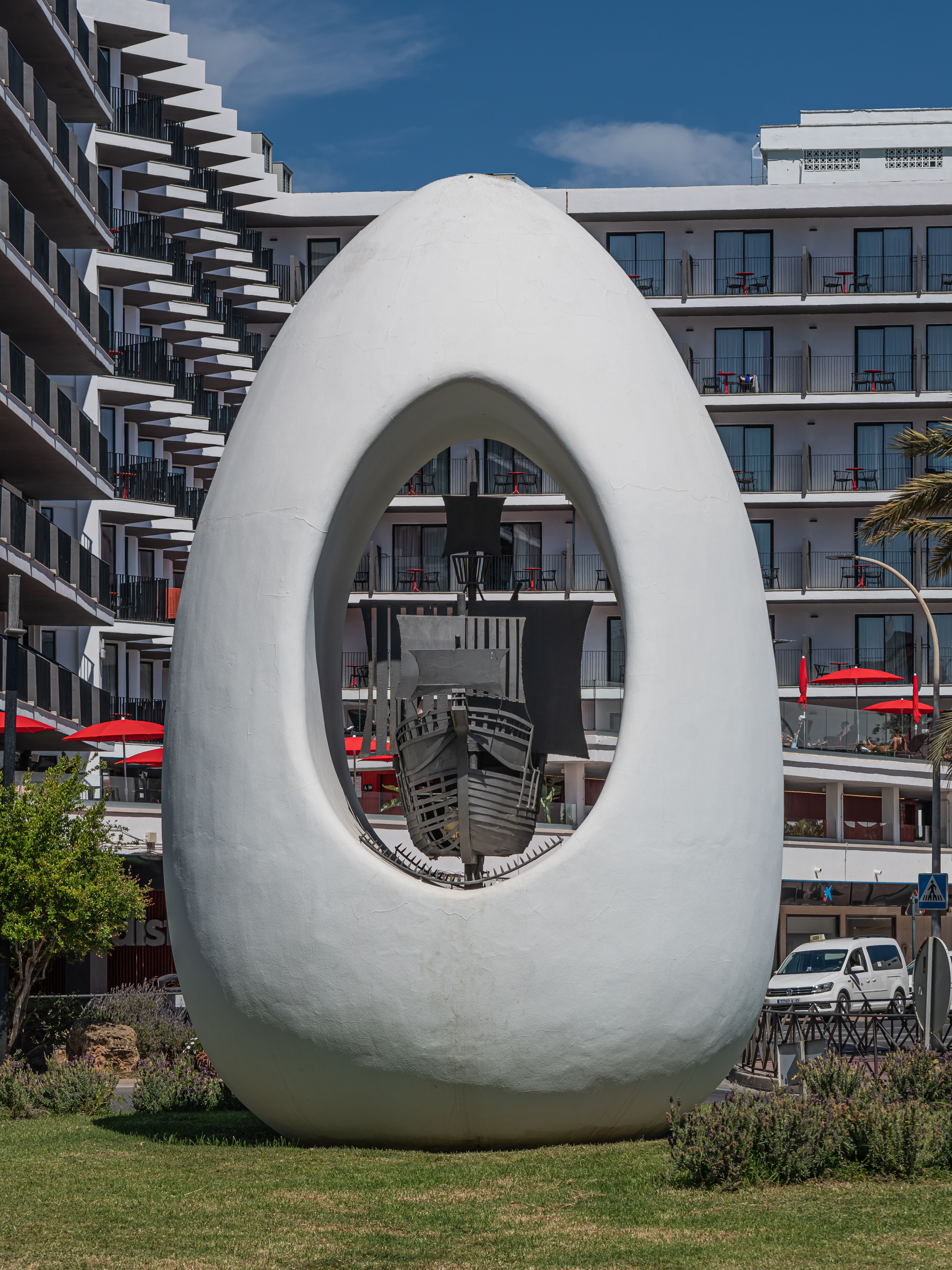
Le Huevo.

Le Huevo est un monument érigé en 1992 pour commémorer la découverte de l'Amérique par Christophe Colomb. Il est en forme d’œuf avec en son centre son navire la Santa Maria. Sa forme évoque l'anecdote dite de « l'Œuf de Colomb ».
Passeig de ses Fonts fait partie de la promenade du port de Sant Antoni. Il fut développé dans les années 90 pour améliorer l’apparence de la ville. On y retrouve plusieurs plantes et fontaines.
Le West End est une partie de la ville de quelques rues de large, contenant une grande variété de bars et de restaurants.
À partir du port, il est possible de prendre un bateau pour accéder à plusieurs plages, du mois de mai à septembre-octobre.